# Марчелло Аньйолетто
Марчелло Аньйолетто (італ. Marcello Agnoletto; нар. 2 січня 1932, Монтебеллуна) — італійський футболіст, що грав на позиції півзахисника, зокрема за «Падову», а також національну збірну Італії.

## Клубна кар'єра
Народився 2 січня 1932 року в місті Монтебеллуна. Вихованець футбольної школи місцевого однойменного клубу. Дорослу футбольну кар'єру розпочав 1951 року в основній команді того ж клубу, в якій провів один сезон.
Своєю грою за цю команду привернув увагу представників тренерського штабу «Падови», до складу якої приєднався 1952 року. Відіграв за клуб з Падуї наступні чотири сезони своєї ігрової кар'єри. Більшість часу, проведеного у складі «Падови», був основним гравцем команди.
Згодом з 1956 по 1963 рік грав за «Сампдорію», «Віченцу», «Падову», «Модену» та «Тревізо».
Завершив ігрову кар'єру у «В'яреджо», за яку виступав протягом 1963—1964 років.

## Виступи за збірну
Восени 1956 року взяв участь у своїй єдиній грі за національну збірну Італії — матчі проти швейцарців в рамках Кубка Центральної Європи 1955—1960.
| Дата       | Місто | Господарі | Результат | Гості  | Турнір                   | Голи | Примітки |
| ---------- | ----- | --------- | --------- | ------ | ------------------------ | ---- | -------- |
| 11-11-1956 | Берн  | Швейцарія | 1 – 1     | Італія | Кубок Центральної Європи | -    |          |
| Усього     |       | Матчів    | 1         |        | Голів                    | 0    |          |